# 石川晃
石川 晃（いしかわ あきら、1961年4月6日 - ）は、北海道室蘭市出身（夕張市生まれ）の元プロ野球選手（内野手）。元千葉ロッテマリーンズ執行役員球団副代表。

## 来歴・人物
登別大谷高から道都大学、日産サニー札幌を経て、1985年オフにドラフト外で南海ホークスにテスト生として入団。俊足巧打の内野手として期待されたが、膝の怪我などもあり、一軍公式戦への出場のないまま3年間で現役を引退。
その後は、福岡ダイエーホークスのスカウトに転身。根本陸夫管理部長の信任が厚く、小久保裕紀・松中信彦・井口資仁ら、アマチュアの大物選手の獲得に敏腕ぶりを発揮した。
2005年に管理部長補佐を最後に退任し、北海道日本ハムファイターズの北海道担当スカウトに転身。
2008年オフ、ダイエー時代からの縁で千葉ロッテマリーンズ球団社長の瀬戸山隆三に請われ、ロッテに入社。執行役員球団副代表に就任した。2011年9月18日、今季限りでの辞任を発表。

## 詳細情報

### 年度別打撃成績
- 一軍公式戦出場なし

### 背番号
- 56 （1986年 - 1988年）